# Фергус (округ)
Округ Фе́ргус (англ. Fergus County) располагается в штате Монтана, США. Официально образован в 1885 году. По состоянию на 2010 год, численность населения составляла 11 586 человек.

## География
По данным Бюро переписи США, общая площадь округа равняется 11 266,511 км2, из которых 11 240,611 км2 суша и 28,490 км2 или 0,200 % это водоёмы.

## Население
По данным переписи населения 2000 года в округе проживает 11 893 жителей в составе 4 860 домашних хозяйств и 3 197 семей. Плотность населения составляет 1,00 человек на км2. На территории округа насчитывается 5 558 жилых строений, при плотности застройки около 1,00-го строения на км2. Расовый состав населения: белые — 97,10 %, афроамериканцы — 0,08 %, коренные американцы (индейцы) — 1,18 %, азиаты — 0,19 %, гавайцы — 0,00 %, представители других рас — 0,29 %, представители двух или более рас — 1,16 %. Испаноязычные составляли 0,81 % населения независимо от расы.
В составе 28,70 % из общего числа домашних хозяйств проживают дети в возрасте до 18 лет, 56,10 % домашних хозяйств представляют собой супружеские пары проживающие вместе, 6,70 % домашних хозяйств представляют собой одиноких женщин без супруга, 34,20 % домашних хозяйств не имеют отношения к семьям, 30,50 % домашних хозяйств состоят из одного человека, 13,90 % домашних хозяйств состоят из престарелых (65 лет и старше), проживающих в одиночестве. Средний размер домашнего хозяйства составляет 2,33 человека, и средний размер семьи 2,91 человека.
Возрастной состав округа: 24,50 % моложе 18 лет, 6,10 % от 18 до 24, 23,60 % от 25 до 44, 25,80 % от 45 до 64 и 25,80 % от 65 и старше. Средний возраст жителя округа 42 лет. На каждые 100 женщин приходится 94,80 мужчин. На каждые 100 женщин старше 18 лет приходится 93,40 мужчин.
Средний доход на домохозяйство в округе составлял 30 409 USD, на семью — 36 609 USD. Среднестатистический заработок мужчины был 27 260 USD против 18 138 USD для женщины. Доход на душу населения составлял 15 808 USD. Около 10,60 % семей и 15,40 % общего населения находились ниже черты бедности, в том числе — 19,40 % молодежи (тех, кому ещё не исполнилось 18 лет) и 12,20 % тех, кому было уже больше 65 лет.